# اورگون (دورنوغوبی)
شهرستان اورگون (به زبان مغولی: Өргөн сум، [Örgön sum]؛ ᠥᠷᠭᠡᠨ ᠰᠤᠮᠤ، [örgen sumu]) یک شهرستان (سُوم) در مغولستان است که در استان دورنوغوبی واقع شده‌است. اورگون ۸٬۶۸۹٫۶۵ کیلومتر مربع مساحت دارد.

## تقسیمات اداری
شهرستان اورگون متشکل از ۴ قصبه (باغ) می‌باشد، شامل:
- بایان‌مونخ (مغولی: Баян мөнх баг، [Bajan mönx bag]؛ ᠪᠠᠶ᠋ᠠᠨ ᠮᠥᠩᠬᠡ ᠪᠠᠭ، [bayan möŋke baɣ])
- سِنج (مغولی: Сэнж баг، [Senž bag]؛ ᠰᠡᠨᠵᠢᠪᠠᠭ، [senji baɣ])
- سومبِر(مغولی: Сүмбэр баг، [Sümber bag]؛ ᠰᠦᠮᠪᠦᠷ ᠪᠠᠭ، [sümbür baɣ])
- سومین‌بلاغ (مغولی: Сүмийн булаг баг، [Sumijn bulag bag]؛ ᠰᠤᠮᠤ ᠶᠢᠨ ᠪᠤᠯᠠᠭ ᠪᠠᠭ، [sumu-yin bulaɣ baɣ])